# Дженин
Джени́н (также Джани́н) (араб. جِنِين‎, литературное арабское произношение: [ʤiniːn]; транслитерация с огласовками: Ǧͅnͅin) — город в Палестинской автономии на Западном берегу реки Иордан, административный центр одноимённой провинции Палестинской национальной администрации (ПНА).

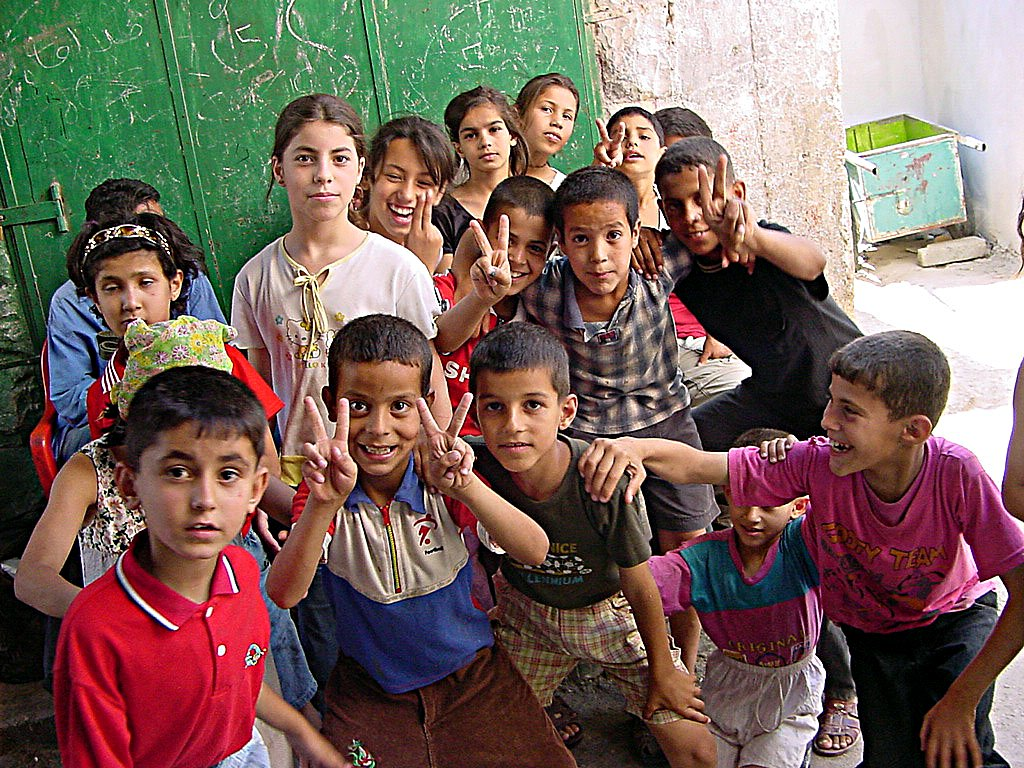
Палестинские дети в Дженине

## История
В римский период поселение было известно, как самаритянская деревня Ginae.
Якут аль-Хамави в XII веке описывал Дженин как, «маленький красивый город, где есть много источников».
В оттоманский период Дженин был центром одноименного нахия (округа), по переписи 1596 года в нем насчитывалось 8 домохозяйств. В 1882 году население составляло около 3000, 2 семейства были христианами, остальные — мусульмане.
В 1922 году население составляло 2637 человек, из которых было 7 иудеев, 108 христиан, 215 индусов и сикхов, остальные — мусульмане.
Город приобрёл печальную славу в 1930-х годах, когда Палестина находилась под контролем Великобритании: летом 1938 года местный араб убил в Дженине британского колониального чиновника; подозреваемый в убийстве боевик был схвачен и расстрелян «при попытке к бегству». Тем не менее британские власти решили, что в качестве наказания «большая часть города должна быть выжжена». 25 августа для этих целей в Дженин было доставлено 4200 килограммов взрывчатки. Во время операции в Дженине британцы заставляли местных арабов двигаться впереди своих солдат на тех участках, которые считались заминированными (этот метод практиковался повсеместно, как только появлялось малейшее подозрение, что поблизости могут быть мины).
В 1996 году около Дженина был создан Арабо-американский университет (Arab American University), который в сентябре 2000 приступил к учёбе студентов.
Израильтяне называют город «центром палестинского терроризма», а глава «Танзима» через две недели после «терактов 9/11» 2001 года — «столицей террористов-смертников».
В 2002 году, во время израильской военной операции «Защитная стена» в ходе боев в лагере беженцев в Дженине появились заявления ПНА о «бойне», совершенной армией Израиля (АОИ) в Дженине, о сотнях и тысячах погибших — «главным образом, мирных жителей». Согласно позднейшим оценкам ПНА, Израиля, ООН и HRW — во время боёв с палестинской стороны погибло от 52 до 57 человек. 